# هيكتور فيلاسكو مونروي
هيكتور فيلاسكو مونروي (بالإسبانية: Héctor Velasco Monroy)‏ هو سياسي مكسيكي، ولد في 12 سبتمبر 1969 في ولاية مكسيكو في المكسيك. حزبياً، نشط في الحزب الثوري المؤسساتي. وقد انتخب عضو مجلس النواب المكسيك.